# آرگاتروبان
آرگاتروبان (انگلیسی: Argatroban) یک داروی ضد انعقاد و یک مولکول کوچک مهارکننده مستقیم ترومبین است. در سال ۲۰۰۰ میلادی، آرگاتروبان توسط سازمان غذا و داروی آمریکا (FDA) برای پیشگیری یا درمان ترومبوز در بیماران مبتلا به ترومبوسیتوپنی ناشی از هپارین (HIT) مجوز گرفت. در سال ۲۰۰۲، برای استفاده در مداخلات عروق کرونر از راه پوست در بیماران مبتلا به HIT یا در معرض خطر ابتلا به آن تأیید شد. در سال ۲۰۱۲، توسط MHRA در انگلستان برای ضد انعقاد در بیماران مبتلا به ترومبوسیتوپنی نوع ۲ (HIT) ناشی از هپارین که نیاز به درمان ضد ترومبوتیک تزریقی دارند، تایید شد.
آرگاتروبان به صورت داخل وریدی تجویز می‌شود و غلظت پلاسمایی دارو در عرض ۱-۳ ساعت به حالت ثابت می‌رسد. آرگاتروبان در کبد متابولیزه می‌شود و نیمه عمر آن حدود ۵۰ دقیقه است. توسط PTT نظارت می‌شود. به دلیل متابولیسم کبدی، ممکن است در بیماران مبتلا به اختلال عملکرد کلیوی استفاده شود. (این برخلاف لپیرودین است، یک مهارکننده مستقیم ترومبین که عمدتاً از طریق کلیوی پاک می‌شود).

## انتقال به وارفارین در افراد مبتلا به ترومبوسیتوپنی ناشی از هپارین
آرگاتروبان به عنوان یک ضد انعقاد در افراد مبتلا به ترومبوز و ترومبوسیتوپنی ناشی از هپارین استفاده می‌شود. اغلب این افراد نیاز به ضد انعقاد طولانی مدت دارند. اگر وارفارین به‌عنوان ضد انعقاد طولانی‌مدت انتخاب شود، به دلیل افزایش کاذب زمان پروترومبین و INR ناشی از آرگاتروبان، چالش‌های خاصی ایجاد می‌شود. ترکیب آرگاتروبان و وارفارین ممکن است INR را به بیش از ۵٫۰ افزایش دهد، بدون اینکه خطر عوارض خونریزی افزایش یابد. یکی از راه حل های این مشکل، اندازه گیری سطح فاکتور کروموژنیک X است. سطح <۴۰-۴۵٪ معمولاً نشان می دهد که INR زمانی که آرگاتروبان قطع شود درمانی خواهد بود.